# Teodor Bensch
Teodor Bensch (ur. 13 marca 1903 w Buku, zm. 7 stycznia 1958 w Szczecinie) – polski duchowny katolicki, profesor prawa kanonicznego, biskup tytularny, administrator diecezji warmińskiej i gorzowskiej.

## Życiorys
Był synem Józefa, technika dentystycznego, i Kazimiery z Trzcińskich. Szkołę elementarną ukończył prawdopodobnie w Bruczkowie. Początkowo uczęszczał do gimnazjum w Grodzisku Wielkopolskim, a następnie w Poznaniu i Lesznie. Ukończył studia na wydziale prawno-ekonomicznym Uniwersytetu Poznańskiego (1927). Podjął z kolei studia w seminarium duchownym w Gnieźnie, teologię studiował w Poznaniu. Tamże przyjął święcenia kapłańskie 12 czerwca 1932. Pracował jako wikariusz parafii św. Mikołaja w Lesznie. W 1936 obronił doktorat z prawa kanonicznego na Katolickim Uniwersytecie Lubelskim i wyjechał na rok do Rzymu, gdzie odbył studia administracyjno-prawne przy Trybunale Roty Rzymskiej i Kongregacji Soboru. Po powrocie do kraju został zastępcą profesora prawa kanonicznego na Katolickim Uniwersytecie Lubelskim (1937–1939).
W latach 1941–1944 wykładał prawo kanoniczne w Lubelskim Seminarium Duchownym w Krężnicy Jarej, jednocześnie był obrońcą węzła małżeńskiego w Sądzie Biskupim w Lublinie. Brał udział w tajnym nauczaniu, wykładając prawo kanoniczne na konspiracyjnym Uniwersytecie Ziem Zachodnich w Warszawie (1943–1944). W 1944 powrócił do wykładów na Katolickim Uniwersytecie Lubelskim, od 1946 był członkiem czynnym Towarzystwa Naukowego KUL. Pracę naukowo-dydaktyczną przerwała w sierpniu 1945 nominacja prymasa Augusta Hlonda na administratora apostolskiego przyłączonej do Polski części diecezji warmińskiej. Na Warmii pracował do stycznia 1951, kiedy został zmuszony do ustąpienia przez władze państwowe. Przeszedł do pracy w sekretariacie prymasa Polski.
26 kwietnia 1951 Bensch został mianowany biskupem tytularnym Tabuda, z przeznaczeniem na rządcę terenów diecezji berlińskiej i wrocławskiej oraz prałatury pilskiej w granicach Polski, z siedzibą w Gorzowie Wielkopolskim. Nie mógł objąć rządów wobec sprzeciwu władz państwowych i pozostał w sekretariacie prymasa. Sakrę biskupią przyjął 21 września 1954 w Poznaniu, z zachowaniem dyskrecji; konsekratorem był arcybiskup poznański Walenty Dymek, któremu towarzyszyli biskup pomocniczy poznański Franciszek Jedwabski i biskup pomocniczy gnieźnieński Lucjan Bernacki. Napięte stosunki na linii państwo-Kościół katolicki nadal uniemożliwiały Benschowi objęcie diecezji gorzowskiej; nastąpiło to dopiero po wydarzeniach października 1956 w grudniu tegoż roku. Bensch, który kierował diecezją w charakterze specjalnego delegata prymasa z uprawnieniami biskupa rezydencjalnego (oraz nową stolicą tytularną Tentyris), zmarł niewiele ponad rok po ingresie i został pochowany w katedrze gorzowskiej. Poświęcone mu epitafium znalazło się również w katedrze olsztyńskiej.

## Administrator diecezji warmińskiej
Rządy w diecezji warmińskiej objął Teodor Bensch w trudnej sytuacji powojennej. 15 sierpnia 1945 prymas Hlond, dysponujący nadzwyczajnymi pełnomocnictwami, powierzył mu obowiązki administratora diecezji warmińskiej w miejsce zmuszonego do wyjazdu niemieckiego ordynariusza Maximiliana Kallera. Uroczysty ingres pierwszego polskiego biskupa na Warmii i Mazurach odbył się w październiku 1945. Administrator otrzymał prawa i obowiązki biskupa rezydencjalnego. Wobec nowej sytuacji zdecydował się na przeniesienie stolicy diecezji do Olsztyna - Frombork bowiem znalazł się w nowych granicach na obrzeżu diecezji, a siedziba seminarium Braniewo uległo wielkim zniszczeniom (zrujnowany został m.in. zaledwie kilkunastoletni nowy budynek seminaryjny). Bensch sprowadził z ruin seminarium archiwalia i księgozbiór do Olsztyna, podejmując starania o wznowienie działalności. Udało mu się doprowadzić do otwarcia niższego seminarium w marcu 1946 oraz wyższego seminarium trzy lata później (17 października 1949).
Swoją siedzibą administrator Bensch uczynił plebanię kościoła św. Jakuba w Olsztynie, gdzie proboszczem był wcześniejszy wikariusz kapitulny diecezji Jan Hanowski. W ciągu kilkuletnich rządów Benscha tymczasowa kuria przenosiła się po Olsztynie - najpierw na ul. Mariańską, potem ul. Staszica, by powrócić na plebanię św. Jakuba. Na ul. Mariańskiej mieściło się seminarium (całe wyższe i część niższego), filie seminarium niższego - w Ornecie i Fromborku. Do grona bliskich współpracowników administratora zaliczało się kierownictwo seminarium - pierwszy rektor Józef Łapot, wicerektor Jan Obłąk, ojciec duchowny Antoni Jagłowski. Bensch, jako dawny profesor Katolickiego Uniwersytetu Lubelskiego, dbał o współpracę seminarium „Hosianum” z tą uczelnią, m.in. zapraszając na gościnne wykłady profesorów z Lublina. Organizował również lubelskim studentom i profesorom wypoczynek wakacyjny w diecezji warmińskiej.
Skomplikowana sytuacja narodowościowa powojennej Warmii miała znaczenie także dla pracy władz diecezji. Bensch znał język i kulturę niemiecką i z życzliwością odnosił się do dawnej administracji kościelnej. Z powodzeniem współpracował zarówno z duchownymi przedwojennymi, jak i przybywającymi z Polski oraz terenów kresowych. Sekretarzem kurii uczynił warmińskiego księdza Wojciecha Zinka, kanclerzem został Stanisław Kobyłecki, a wikariuszem generalnym Mieczysław Karpiński (dwaj ostatni pochodzący z diecezji łuckiej). Administrator Bensch obsadzał placówki przede wszystkim duchownymi napływającymi spoza Warmii (co wynikało z dużych potrzeb duszpasterskich), organizował zbiórki pieniężne na odbudowę kościołów, rozwijał działalność charytatywną, odbywał wizytacje parafii. Przyczynił się do ożywienia działalności stowarzyszeń wiernych - Żywego Różańca, Kongregacji Tercjarskich, Sodalicji Mariańskiej, Krucjat Eucharystycznych, Bractw Trzeźwości. Wzrosło również znaczenie tradycyjnych sanktuariów warmińskich - Gietrzwałdu, Świętej Lipki i Głotowa.
Wobec praktycznego zaprzestania działalności przez kapitułę warmińską – kilku duchownych zostało zamordowanych przez wkraczających Rosjan, kilku wyjechało do Niemiec, dziekan Alojzy Marquardt został aresztowany i zesłany na Syberię - prymas Hlond zalecił tuż przed swoją śmiercią powołanie zespołu konsultorów diecezjalnych, co Bensch uczynił 20 października 1948. Dwa lata później administrator kierował obchodami 5-lecia polskiej administracji diecezjalnej i podejmował na Warmii nowego prymasa, Stefana Wyszyńskiego. Prymas dokonał m.in. objazdu ważniejszych placówek diecezjalnych. Bensch za swoje największe osiągnięcie w tym pięcioleciu uważał reaktywowanie seminarium „Hosianum”.
W styczniu 1951 władze państwowe zażądały odsunięcia Benscha z funkcji administratora. 26 stycznia 1951 Bensch został zmuszony do wyjazdu z Olsztyna, a wybór tymczasowego rządcy diecezji odbył się pod kontrolą władz. Wikariuszem kapitulnym z wyboru zespołu konsultorów diecezjalnych został ks. Wojciech Zink, zaakceptowany następnie także przez prymasa Wyszyńskiego.

## Administrator diecezji gorzowskiej
Odsunięty przez władze Teodor Bensch znalazł się w sekretariacie prymasa Wyszyńskiego i kilka miesięcy później uzyskał papieską nominację na administratora przyszłej diecezji gorzowskiej, tj. włączonych do Polski części diecezji berlińskiej i wrocławskiej oraz prałatury pilskiej. Nadal pozostając w niełasce władz państwowych nie mógł objąć rządów, a sakrę biskupią przyjął dopiero we wrześniu 1954, z zachowaniem dyskrecji. Po odwilży politycznej odbył ingres do katedry w Gorzowie 16 grudnia 1956, z tytułem specjalnego delegata prymasa Polski i uprawnieniami biskupa rezydencjalnego.
W czasie krótkich rządów w Gorzowie udało mu się m.in. wznowić „Gorzowskie Wiadomości Kościelne”. Na łamach tego pisma opublikował artykuł Biuro parafialne jako ośrodek oddziaływania duszpasterskiego (nr 3 z 1959) oraz Instrukcję dla delegatów Sądu Duchownego (nr 1 z 1957). Erygował nowe parafie, przyczynił się do ożywienia katechizacji, organizował duszpasterstwo osób głuchoniemych. Zmarł w styczniu 1958, a jego następcą w diecezji gorzowskiej został Wilhelm Pluta, początkowo również jako delegat prymasa Polski, potem administrator apostolski, wreszcie pierwszy biskup gorzowski.

## Publikacje
Poza wspomnianymi wyżej artykułami w „Gorzowskich Wiadomościach Kościelnych” na łamach tego periodyku ogłosił kilka listów pasterskich i przemówień. Ponadto był autorem m.in. prac Wpływ chorób umysłowych na ważność umowy małżeńskiej w prawie kanonicznym (1936), Kształtowanie się poglądów na stosunek prawa naturalnego do pozytywnego (1937), De partali capacitate agendi in iure canonico et civili (1939), Stan akcji unijnej w Polsce niepodległej. Z okazji 500-lecia Unii Florenckiej (1939), Świeckie Instytuty Żeńskie (1958). W „Przewodniku Katolickim” ogłosił kazanie Dla narodu miejsce to Bóg wybrał (nr 3 z 1957).